# ロカスアリホス島
ロカスアリホス島（ロカスアリホスとう、スペイン語: Rocas Alijos）は、太平洋にあるメキシコ領の火山性の岩礁群である。これらは3つの主な海水面上の岩と、海面下のものを含む無数の岩礁からなっている。面積は合計で1000m2に及ばず、海抜は最も高いもので34mにすぎない。これらの岩は海鳥の休息地になっている。大陸棚からははずれていて、メキシコ本土からは西に300km離れており、バハ・カリフォルニア・スル州に属している。